# Hyperplatys argus
Hyperplatys argus är en skalbaggsart som först beskrevs av Bates 1872. Hyperplatys argus ingår i släktet Hyperplatys och familjen långhorningar.
Artens utbredningsområde är:
- Costa Rica.
- Nicaragua.
- Panama.

Inga underarter finns listade i Catalogue of Life.